# Salawat Kipajewitsch Rachmetow
Salawat Kipajewitsch Rachmetow (russisch Салава́т Кипа́евич Рахме́тов, englische Transkription Salavat Rakhmetov; * 17. Dezember 1967 in Alma-Ata) ist ein russischer Sportkletterer und Boulderer. Er wurde im Bouldern unter anderem Weltmeister, Rockmaster sowie Weltcupgesamtsieger.

## Karriere
Rachmetow wurde durch seinen älteren Bruder Kairat ab 1984 zum Klettern gebracht. Von Anfang an startete er in allen drei Wettkampfdisziplinen, wobei er zuerst vor allem im – damals in Osteuropa populären – Speedklettern erfolgreich war. Bereits 1986, nachdem er die Duellmeisterschaft der Sowjetunion sowie die Kasachische Meisterschaft gewonnen hatte, wurde er in die Sowjetische Nationalmannschaft aufgenommen. Beim Start internationaler Wettkämpfe wandte er sich dem Schwierigkeitsklettern zu und etablierte sich schnell in der Weltspitze, unter anderem wurde er 1991 in Innsbruck Weltcupsieger vor Yūji Hirayama und François Legrand sowie 1992 Dritter bei der Europameisterschaft in Frankfurt. Als ab 1998 auch auf internationaler Ebene Boulderwettkämpfe ausgetragen wurden verabschiedete er sich zunehmend vom Schwierigkeitsklettern. Im Bouldern erreichte er dann seine größten Erfolge: 1998 wurde er Weltcupgesamtsieger, 2001 erreichte er einen Sieg beim traditionsträchtigen Rockmaster in Arco. Seinen größten Erfolg errang er bei der Weltmeisterschaft 2005 in München, als er die Konkurrenz komplett hinter sich lassen konnte.
Rachmetow nahm so oft an internationalen Wettkämpfen teil wie kein anderer Kletterer, unter anderem trat er bei sieben Europameisterschaften und neun Weltmeisterschaften an. Das letzte Mal startete er im Sommer 2009 bei der Weltmeisterschaft in Peking.

## Bedeutende Erfolge
Bouldern
- Weltmeister 2005 in München

Weltcup:
- Gesamtsieg 1998
- 2. Platz Gesamtwertung 2000 und 2003
- Tagessiege:
  - Grenoble (FRA) 1998
  - Valloire (FRA) 1998
  - Chamonix (FRA) 2000
  - Rovereto (ITA) 2000
  - Fiera di Primiero (ITA) 2003
  - Rovereto (ITA) 2003

Rockmaster:
- Sieg 2001
- 3. Platz 2002 und 2004

Europameisterschaft:
- 3. Platz 2002

Lead
- Sieg beim Weltcup in Innsbruck 1991
- 3. Platz bei der Europameisterschaft in Frankfurt 1992
- 3. Platz beim Rockmaster 1997